# Chalmaison
Chalmaison település Franciaországban, Seine-et-Marne megyében. Lakosainak száma 758 fő (2022. január 1.). Chalmaison Les Ormes-sur-Voulzie, Soisy-Bouy, Everly, Gouaix, Jutigny és Longueville községekkel határos.

## Népesség
A település népességének változása:
| Lakosok száma | 754  | 755  | 807  | 752  | 754  | 755  | 757  | 753  | 758  |
|               | 2013 | 2015 | 2016 | 2017 | 2018 | 2019 | 2020 | 2021 | 2022 |